# Łucja Danielewska
Łucja Zofia Danielewska z domu Kowalkiewicz (ur. 6 listopada 1932 w Poznaniu, zm. 23 sierpnia 2004 tamże) – polska poetka, prozatorka i tłumaczka.

## Życiorys
Urodziła się w rodzinie Jana i Gabrieli Kowalkiewiczów. W 1940 rodzina została wysiedlona z Poznania do Warszawy. Tam przyszła pisarka uczęszczała do szkoły powszechnej, kończąc 4 klasy, uczyła się też gry na fortepianie. Po upadku powstania warszawskiego rodzina Kowalkiewiczów trafiła do obozów przejściowego w Pruszkowie i koncentracyjnego we Flossenbürgu. 
W 1945 rodzina wróciła do Poznania. Łucja kontynuowała edukację w Gimnazjum im. Dąbrówki, a następnie w Rocznym Liceum Administracyjnym, które ukończyła maturą w 1951. Następnie do 1954 uczyła się również w poznańskim konserwatorium muzycznym. 
W 1954 zadebiutowała jako poetka publikacją dwóch wierszy (Barwa miodu i Oczekiwanie) w Gazecie Poznańskiej. 
Od 1957 do 1965 działała w grupie poetyckiej Literacka Grupa Niezależna Swantewit.
Pracowała jako bibliotekarka. Najpierw w Bibliotece Raczyńskich w Poznaniu, a następnie w Powiatowej i Miejskiej Bibliotece Publicznej w Kościanie, gdzie mieszkała od 1959 do 1960.  Pracowała też w muzeach – w Muzeum Literackim Henryka Sienkiewicza w Poznaniu oraz Mieszkaniu-Pracownia Kazimiery Iłłakowiczówny. W 1970 zatrudniło ją Zjednoczenie Przemysłu Ziemniaczanego w Poznaniu (w charakterze asystentki dyrektora, a następnie inspektora). W 1981 przeszła na rentę inwalidzką.  
W 1986 została członkiem Narodowej Rady Kultury, a trzy lata później weszła w skład Rady Funduszu Literatury przy Ministrze Kultury i Sztuki. Działała też w Związku Literatów Polskich. 

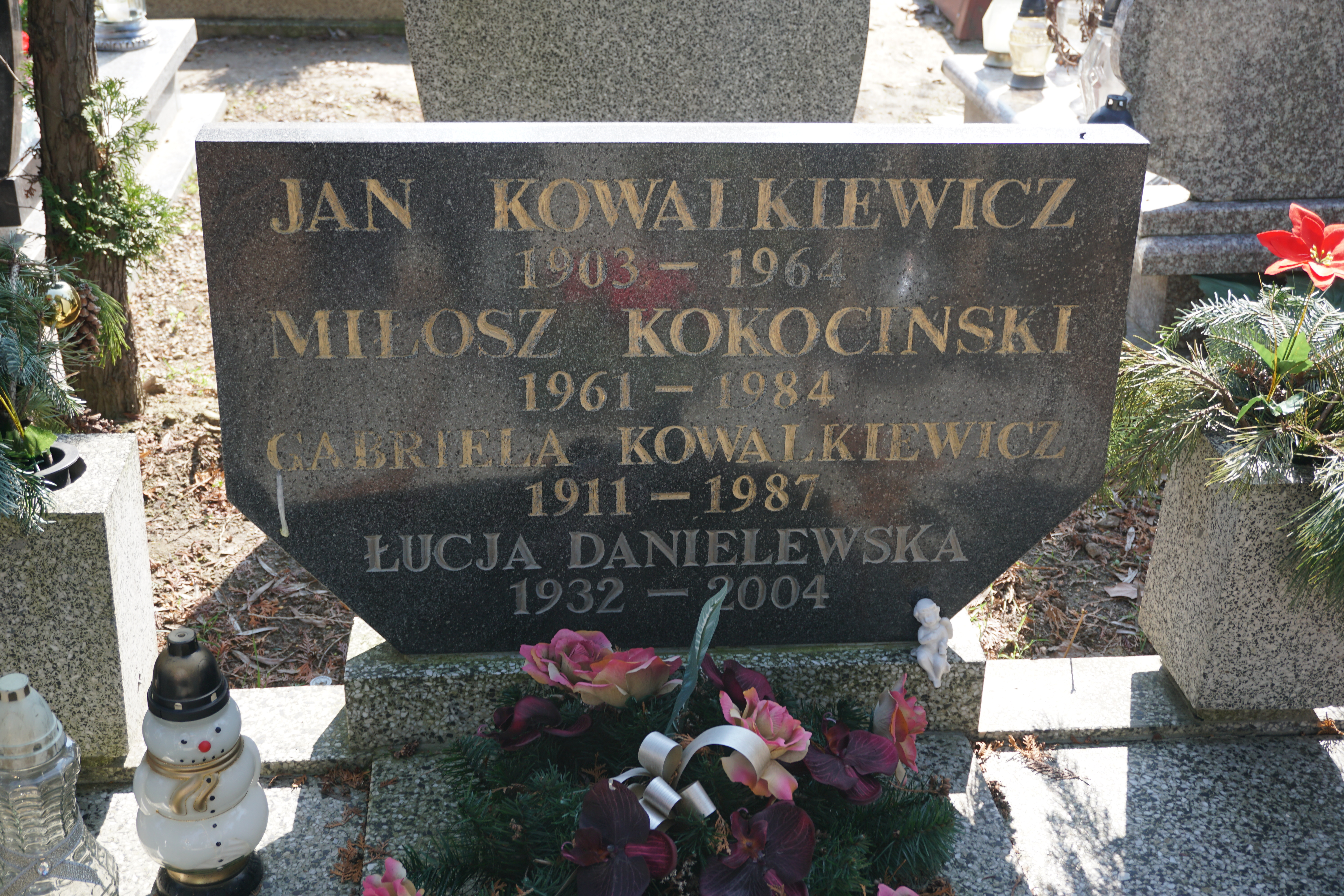
Grób Łucji Danielewskiej na cmentarzu Górczyńskim

W 1994 ukończyła studia na Uniwersytecie im. Adama Mickiewicza w Poznaniu, uzyskując tytuł magistra filologii serbskiej i chorwackiej i uzyskała posadę wykładowcy w Katedrze Filologii Słowiańskiej. 
Zmarła w 2004 w Poznaniu. Została pochowana na cmentarzu Górczyńskim w Poznaniu 2 września 2004 (kwatera IIIL-9-21).
W 2005 ustanowiono konkurs poetycki jej imienia – Ogólnopolski Konkurs Poetycki im. Łucji Danielewskiej "Słowo jak chleb".

## Nagrody i odznaczenia
- Krzyż Kawalerski Orderu Odrodzenia Polski (2002)[7]
- Srebrny Krzyż Zasługi[1].
- Odznaka Honorowa Miasta Poznania
- Odznaka Honorowa "Za zasługi dla miasta Gniezna"
- Odznaka Honorowa "Za zasługi dla województwa Leszczyńskiego"
- Odznaka Towarzystwa Miłośników Miasta Poznania[5]
- Kobieta Roku 2001/2002 Centrum Biograficznego w Cambridge[3]

## Twórczość
Danielewska jest autorką tomów poetyckich (pisanych w języku polskim i chorwackim) i prozatorskich (w tym reportaż i tom wspomnień), a także przekładów z języków bułgarskiego, węgierskiego, serbskiego, chorwackiego. 
Wybrane publikacje:
- Krótki cień południa (poezja, 1972)[4]
- Żebro Adama (poezja)
- Rajskie podwórko (poezja)
- Kwiaty dla Snežany (reportaż)
- Portrety godzin (wspomnienia związane z Kazimierą Iłłakowiczówną)
- Wiersze ratajskie (poezja)[8]